# Zdzisława Ludwiniak
Zdzisława Katarzyna Ludwiniak – polska graficzka, dr hab. sztuk plastycznych, profesor nadzwyczajny Wydziału Informatycznych Technik Zarządzania Wyższej Szkoły Informatyki Stosowanej i Zarządzania w Warszawie i Katedry Malarstwa i Rysunku Wydziału Grafiki Akademii Sztuk Pięknych w Warszawie.

## Życiorys
Studiowała na Wydziale Grafiki Akademii Sztuk Pięknych w Warszawie, 26 września 1996 obroniła pracę doktorską, 13 marca 2007  habilitowała się na podstawie pracy. Otrzymała nominację profesorską. Piastuje funkcję profesora nadzwyczajnego w Katedrze Malarstwa i Rysunku Wydziale Grafiki Akademii Sztuk Pięknych w Warszawie, oraz na Wydziale Informatycznych Technik Zarządzania Wyższej Szkole Informatyki Stosowanej i Zarządzania w Warszawie.